# Andreas Gravenhorst
Andreas Gravenhorst (* 8. Januar 1684 in Kroppenstedt; † 27. Oktober 1727 in Esens, Ostfriesland) war ein deutscher evangelischer Theologe und Schulmann.

## Leben
Andreas Gravenhorst widmete sich dem Studium der Theologie in Halle, arbeitete von 1707 bis 1716 als Informator am Pädagogium der Franckeschen Stiftungen in Halle und erhielt 1716 eine Predigerstelle in Schönberg in Sachsen. Diese gab er aber nach vierjähriger Wirksamkeit auf, als ihm 1720 das Rektorat der Schule zu Hachenburg im Westerwald angeboten wurde. Er veröffentlichte mehrere Schriften, darunter eine programmatische Darstellung des Wirkens an seiner Schule (Umständlicher Bericht von der Anstalt der lateinischen Schule in Hachenburg, Frankfurt 1722), die neue verbesserte Ausgabe von Dressers griechischem Lesebuch (Dresseri collectiones litteraturae graecae, edidit et Posselii colloquiis familiaribus auxit, Berleburg 1726) sowie einige Schulprogramme:
- De eo, quod utile et justum est circa examina in scholis publicis, 1722
- De examinum publicorum in scholis utilitate, 1723
- De commodis praeceptorum circa scholastica examina, 1724
- De scholarum publicarum necessitate, carmine heroico, 1724
- De universali imitatione exemplo poetico demonstrata, 1725

1725 ging Gravenhorst als Prediger nach Esens, wo er zwei Jahre später im Alter von 43 Jahren starb.